# Lispothrips salicarius
Lispothrips salicarius är en insektsart som först beskrevs av Ian A. Hood 1913.  Lispothrips salicarius ingår i släktet Lispothrips och familjen rörtripsar. Inga underarter finns listade i Catalogue of Life.